# Jean Grae

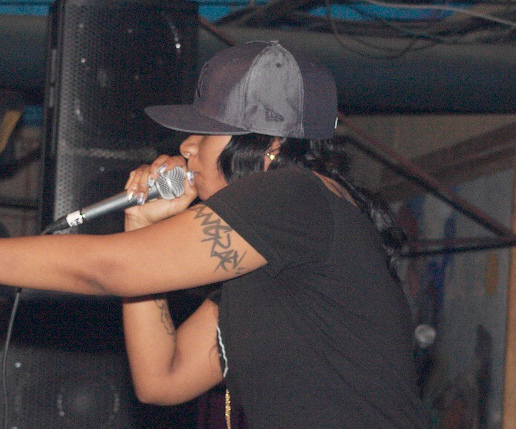
Jean Grae (2006)

Jean Grae (geboren als Tsidi Ibrahim am 26. November 1976 in Kapstadt, Südafrika) ist eine US-amerikanische Rapperin.

## Werdegang
Jean Grae ist die Tochter des Jazz-Pianisten Abdullah Ibrahim und der Sängerin Sathima Bea Benjamin. Seinerzeit bekannt als What? What?, begann sie ihre Karriere als Mitglied der Gruppe Natural Resource, in die sie Mitte der 90er Jahre von dem Rapper Ocean aufgenommen wurde. Die Gruppe gründete 1997 ihr eigenes Plattenlabel Makin′ Records und veröffentlichte darüber einige Maxi-Singles, unter anderem Negro League Baseball. Neben ihrer Arbeit für die Gruppe produzierte sie auch für andere Künstler des Labels.
1998 brach die Gruppe wegen musikalischer Differenzen auseinander, jedoch hatte Jean Grae (wie sie sich ab diesem Zeitpunkt nannte) weiterhin zahlreiche Auftritte auf Liedern anderer Musiker, wie bei den Beatminerz und bei Masta Ace. Beide arbeiteten auch an ihrem Debütalbum mit, das 2002 unter dem Namen Attack of the Attacking Things erschien.
Sie veröffentlichte dann 2003 zunächst eine EP und 2004 ein weiteres Album, This Week, über Babygrande Records. Dieses Label verließ sie 2005, um zu Talib Kwelis Blacksmith Music zu wechseln. Dort wollte sie das bereits fertiggestellte Album Jeanius, ein gemeinsames Werk mit dem Produzenten 9th Wonder, veröffentlichen. Es erschien jedoch erst 2008, nachdem es bereits im Internet geleakt worden war. In der Zwischenzeit brachte 2007 ihr altes Label Babygrande die Kompilation The Orchestral Files, eine Zusammenstellung von alten, zuvor unveröffentlichten, Aufnahmen auf den Markt. Ebenfalls über Babygrade wurde im Herbst 2008 The Evil Jeanius veröffentlicht, eine ohne Beteiligung von Jean Grae selbst vom Produzentenduo Blue Sky Black Death geremixte Version von Jeanius.
Diese Vorkommnisse sorgten bei Jean Grae für Frustration über die Musikindustrie, sodass sie ihr Karriereende verkündete. Bald darauf fuhr sie jedoch mit Liveauftritten und der Aufnahme neuer Musik fort. Sie setzte jedoch fortan auf alternative Vertriebswege. So bot sie ihre Dienste als Textschreiberin auf Craigslist an und veröffentlichte mehrere Mixtapes und EPs über ihre eigene Website. Darüber hinaus begann sie mit der Schauspielerei. Sie produzierte ihre eigene Online-Sitcom Life with Jeanie und spielte im Independent-Film Big Words mit.
Im Dezember 2017 verlobte sich Jean Grae mit dem Rapper und Produzenten Quelle Chris, mit dem sie bereits regelmäßig zusammengearbeitet hatte. Gemeinsam veröffentlichten sie 2018 das Album Everything’s Fine über die Mello Music Group.
Jean Grae identifiziert sich als gender-transzendent und verwendet „sie/ihr“ als Pronomen. Sie setzt sich in ihren Lyrics häufig mit feministischen Themen auseinander.

## Diskografie

### Alben
- Attack of the Attacking Things (2002)
- This Week (2004)
- Jeanius (mit 9th Wonder) (2008)
- Everything’s Fine (mit Quelle Chris) (2018)

### Kompilation
- The Orchestral Files (2007)

### Remixalbum
- The Evil Jeanius (von Blue Sky Black Death) (2008)

### EPs
- The Bootleg of the Bootleg EP (2003)
- Gotham Down: Cycle 1: Love In Infinity (Lo-Fi) (2013)
- Gotham Down: Cycle II: Leviathan (2013)
- Gotham Down: Cycle 3: The Artemis Epoch (2013)
- jeannie. (2014)
- #5 (2014)